# Åsanbron

Åsanbron, bro över Ljungan vid Åsarna i Bergs kommun i Jämtland, är en av Skandinaviens största stenvälvda broar. Valvet är byggt av huggna kilformade granitblock. Spännvidden är 24 m. Bron invigdes 11 maj 1852.
Tidigare hade tre försök gjorts att bygga en stenbro över älven, men samtliga hade rasat. Vid det första raset 1848 omkom en man när han var i färd med att riva den träkonstruktion som användes som stöd när stenbroar byggdes. De övriga rasen orsakades av vårfloden.
Åsanbron ligger idag utanför huvudvägarna, men är fortfarande farbar. E45 passerar Åsarna, men går över en ny bro över Ljungan.